# Areguá
Areguá é um distrito e capital do departamento Central, Paraguai. Cidade de artesanatos em cerâmica; ubicada à orlas do lago Ypacaraí na bacia conformada pelo lago e pelo rio Salado. Encontra-se a 29 km da capital Assunção

## Toponímia

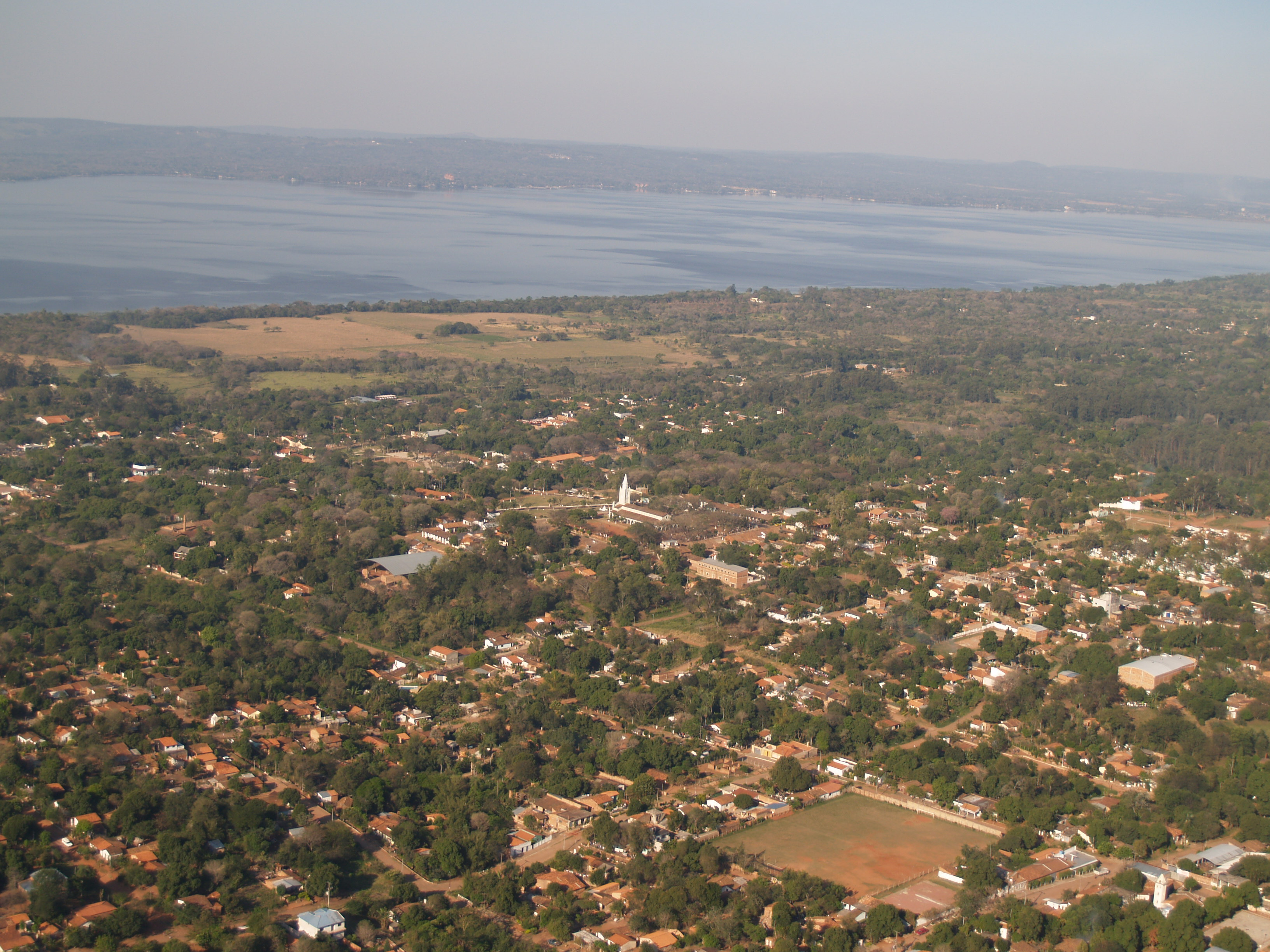
Vista aerea

Areguá toma seu nome de seus povos originários, os Mbya Guaraní, indígenas que habitavam essa zona dantes da colonização espanhola. A este grupo chamava-lhos “Ariguá”, que significa “os de acima”, por estar localizados numa região relativamente alta.

## Clima
No verão apresentam-se as temperaturas mais elevadas, podendo as mesmas chegar aos 40 °C. As temperaturas mínimas dão-se no inverno, atingindo os 0 °C. Em quanto às precipitações, nos meses de maior chuva são os compreendidos entre janeiro e abril.

## Demografia

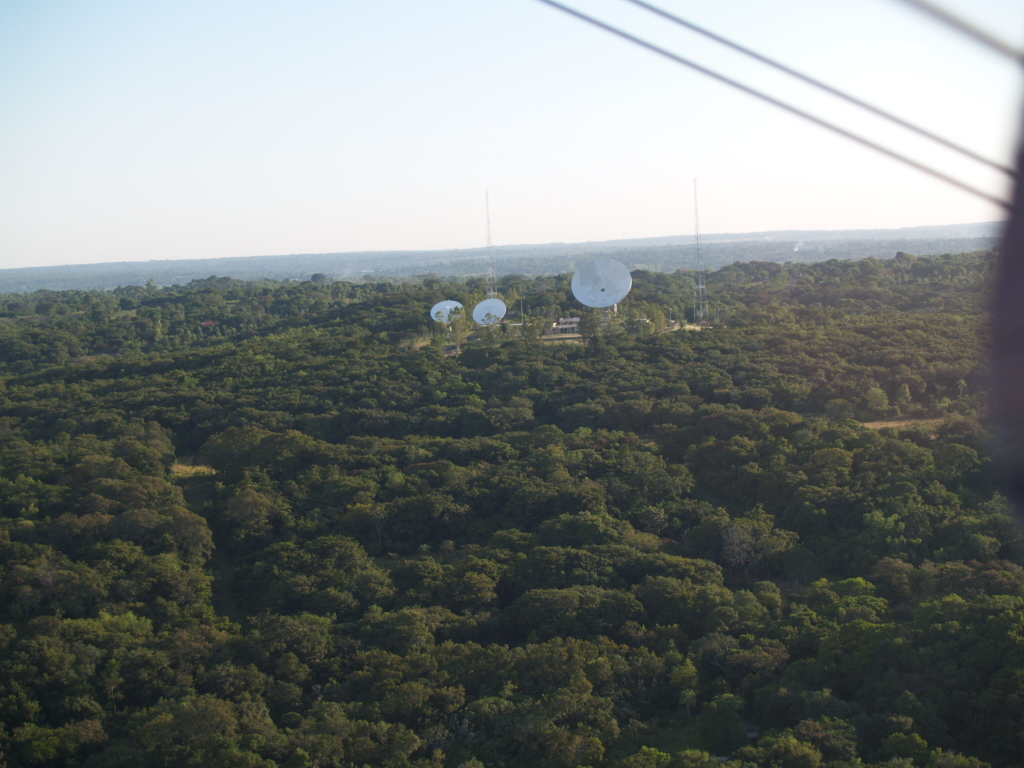
Estação terrena de Aregua.

Areguá conta com 67.847 habitantes ao todo, os quais 33.977 são homens e 33.870 são mulheres, segundo projeções da Direccão Geral de Estatísticas, Encuestas e Censos. (Projecção ano 2008)

## História
Originalmente esta cidade foi chamada “Tapaicuá”, foi fundada por Domingo Martínez de Irala no ano 1538 sobre a base de um povo indígena instalado nesse território, a orlas do lago Ypacaraí. Seus habitantes ocupavam a zona que rodeia à actual igreja de Areguá.
Nos inícios da época da colónia, a cidade foi uma estadia ganadera de origem mercedario.
A fins do século XIX desenvolveu-se como cidade de veraneio na qual principalmente os escritores, artistas e intelectuais fixavam sua residência nos meses quentes.

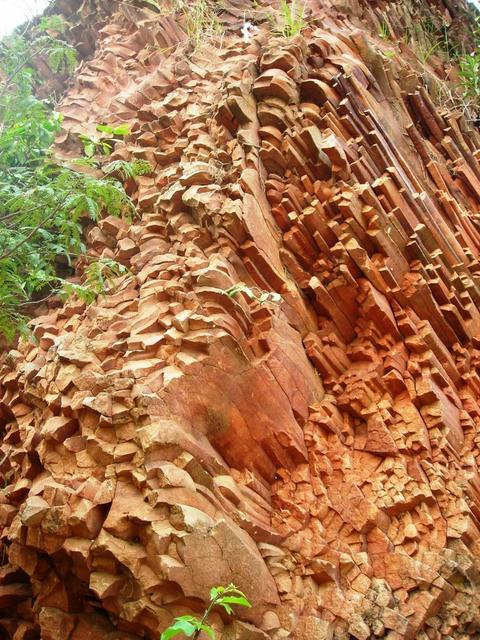
Cerro Koi

## Economia
Uma das principais atividades de seus habitantes é o cultivo do morango. Todos os anos, no mês de agosto se celebra o “Festival do Morango”. Nesta ocasião, os produtores oferecem seus produtos em forma natural e também os sub-produtos elaborados a partir da fruta.
Esta cidade caracteriza-se também pela produção de artigos de artesanato em cerâmica, atividade que ocupa a grande parte da população. Tem um índice industrial incipiente.

## Turismo

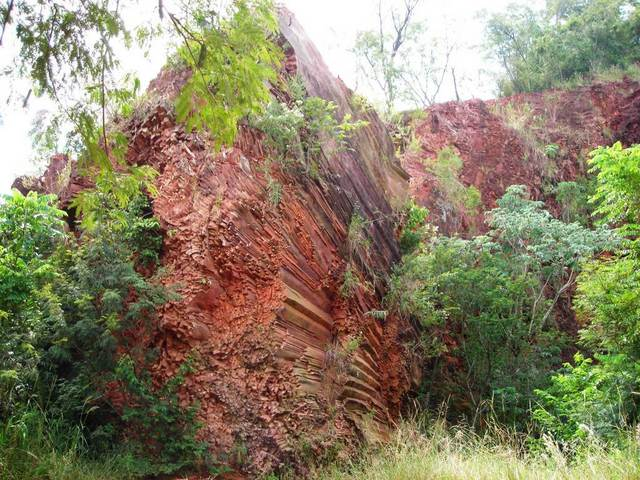
rigth

O Centro Cultural “Estação A” é um estabelecimento que proporciona informação turística aos visitantes. Tem, ademais, um museu fotográfico na antiga Estação do ferrocarril que está aberta ao público a cada quinze dias com um serviço de guia pelo capacete histórico.
Na cidade estão instaladas várias galerías de arte, entre elas: “Guggiari Arte”, “Luis Cogliolo Galería de Arte”, “Passeio A Candelaria”, “Areguá pesebres” e “O Cántaro”, além do "Museu As Margaritas", localizado ao custado da igreja A Candelaria.
O Cerro Koi possui formações de pedra arenisca hexagonal, parecido a uma colméia de abelhas, únicas em Latinoamérica. Somente Canadá e África do Sul contam com este fenómeno geológico e encontram-se protegidos nesses dois países como Património da Humanidade.
Este morro foi Declarado Monumento Natural no ano 1993.
Os dois morros Koi e Chororí somam 26ha.

## Personagens ilustres
O escritor paraguaio Gabriel Casaccia é oriundo de Areguá. Nasceu em 20 de abril de 1907. Ele desenvolveu grande parte de sua obra nesta cidade, pela qual sentia muito carinho. Em vários escritos do autor, podem-se apreciar descrições de paisagens desta região do país. Em sua novela “A Babosa”, faz um relato de costumes e crítico dos povoadores de Areguá.
Os restos de Casaccia descansam em sua cidade natal, apesar de ter vivido em seus últimos anos em Buenos Aires, pois essa era sua vontade. Sobre sua tumba, o artista plástico Hermann Guggiari tem erigida uma escultura em sua homenagem.

## Transporte
O município de Areguá é servido pelas seguintes rodovias:
- Caminho em pavimento ligando a cidade ao município de Itauguá
- Caminho em pavimento ligando a cidade ao município de Capiatá
- Caminho em pavimento ligando a cidade ao município de Luque [1][2][3]